# 面舵
面舵（おもかじ、英語: Starboard）とは、船舶の航行において、進行方向右に舵を転ずること。
実際の操船では“おもぉぉかぁじ”と発声する。反対に左に舵を転じる取舵（英語: Port）は、“とぉぉりかぁじ”と発声し、イントネーションによっても識別できるようにしている。
右に進路を変更中は国際信号旗の「E」を掲げる。

## 語源

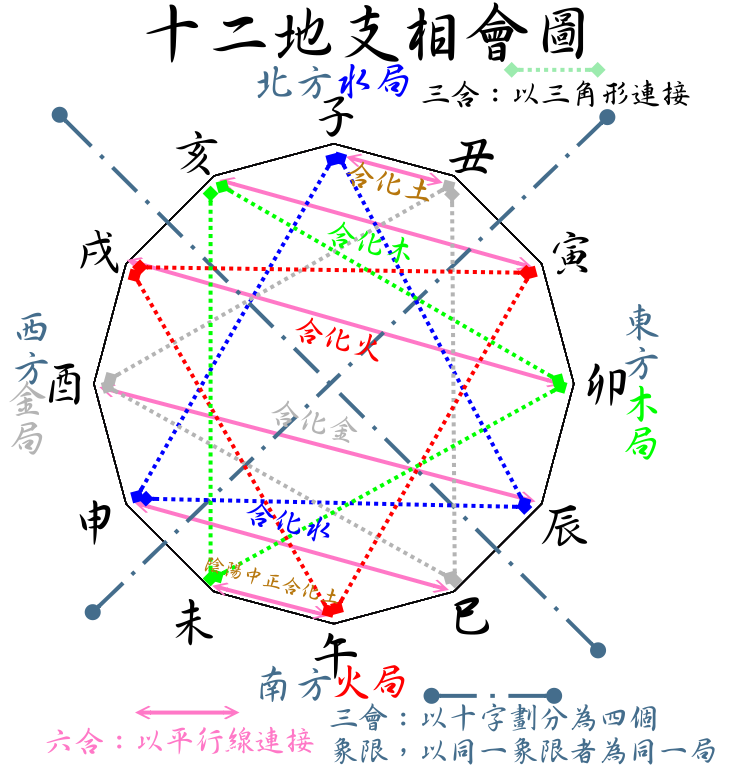
十二支相関図。子を頂点（北）と考えると卯が「右」となる。

方角を十二支に分けた場合の卯の方向（東、北を上にすると右）に舵をとることから、卯の舵（うのかじ）が徐々に転じて面舵（おもかじ）と呼ばれるようになったとされる。

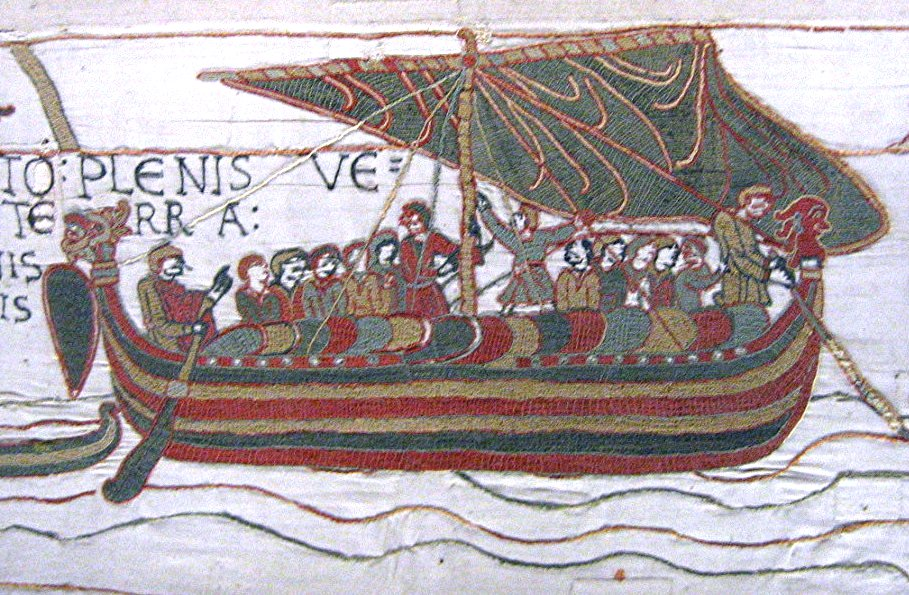
『バイユーのタペストリー』に描かれた欧州の古い船（ロングシップ）。進行方向は画面右。ステアリングオール（舵櫂）がスターボード側（右舷）に描かれている。

英語ではstarboard（スターボード）という。これは、昔の船では舵を取るための板（Steer Board（ステアボード））が右舷に設けられており、これが訛って右舷側に舵を取ることをStarboard（スターボード）と呼ぶようになったとされる。今日のように船体中心に舵がないのは、欧州の古い船は船体中央に竜骨（キール）がある構造であったため、中心に舵が設置し難かったためと考えられている。

## 英語での翻訳の際の注意
1928年の海上における衝突の予防のための国際規則に関する条約で統一されるまで、帆船用の指示（Tiller Orders・間接法。Starboardが「左への舵」）と蒸気船用の指示（Rudder Orders・直接法。Starboardが今と同じ「右への舵」）が混在していた。この混乱の代表的な例として、タイタニック号操船ミス説が有名である。